# Mourão (freguesia)
A Freguesia de Mourão é uma freguesia portuguesa do Município de Mourão com 135,18 km² de área e 1542 habitantes (censo de 2021), tendo, por isso, uma densidade populacional de 11,4 hab./km².

## História
Na área desta freguesia deteve a Ordem de Malta importantes bens. Razão pela qual o brasão da freguesia (ao lado figura o do município) ostenta, em chefe, a cruz oitavada daqela antiquíssima Ordem Religiosa e Militar.
Nesta freguesia foram gravados vários episódios da novela da SIC Terra Brava.

## Demografia
A população registada nos censos foi:
| Distribuição da População por Grupos Etários | Distribuição da População por Grupos Etários | Distribuição da População por Grupos Etários | Distribuição da População por Grupos Etários | Distribuição da População por Grupos Etários |
| -------------------------------------------- | -------------------------------------------- | -------------------------------------------- | -------------------------------------------- | -------------------------------------------- |
| Ano                                          | 0-14 Anos                                    | 15-24 Anos                                   | 25-64 Anos                                   | > 65 Anos                                    |
| 2001                                         | 367                                          | 263                                          | 1034                                         | 447                                          |
| 2011                                         | 316                                          | 223                                          | 827                                          | 402                                          |
| 2021                                         | 240                                          | 172                                          | 737                                          | 393                                          |

## Património edificado
- Castelo de Mourão
- Igreja Matriz de Nossa Senhora das Candeias